# Светогорска пустиња
Светогорска пустиња је неприступачна област на Атосу, тачније на најисточнијем од три полуострва Халкидикија (источно Атос, средишње Ситонија и западно Касандра) која се, као три кажипрста, рачвају из већег полуострва Халкидики (Егејска Македонија) на северу Грчке - нешто више од Стагире, отаџбине великог грчког филозофа Аристотела, кроз чији крш и густе шуме воде само стрме кривудаве стазице, којима може да се креће искључиво пешице.
Историчари кажу да је управо Светогорска пустиња област где је зачета Света гора, кад су у њу пре више од 1.000 година дошли први монаси пустињаци који су желели да прекину све везе са спољним светом да би у општежићију или идиоритмијски, трагали за Богом у себи. Окружени миром и тишином, окупани свелошћу сунца, монаси и путници намерници у Светогорској пустињи доживљавају визију сусрета са Богом и свецима.
Женама је приступ Светогорској пустињи потпуно забрањен; чак су и женке домаћих животиња забрањене (с изузетком, кажу, мачака и кокошака које легу јаја од чијих жуманаца се праве боје које се користе у иконописању). Међутим, за време Грчког грађанског рата, Светогорска пустиња због своје неприступачности, пружала је уточиште избеглицама, међу којима су биле жене и девојчице.

## Општа разматрања
Све је почело када је Света гора као организована верска заједница зачета у 9. веку. Године 885, византијски цар Михаило III Аморијац је формално препознао полуострво Атос као покрајину монаха и забранио свима осим религиозних мушкараца да тамо живе. Још један едикт забранио је изградњу било којег пута у том подручју, а до данас је доступна само бродом. Током наредних векова изграђени су бројни манастири, испоснице, ћелије, скитови од којих су многи прилично импресивни архитектонски и садржавали са мноштвом лепих икона и других реликвија за које се каже да су чудо. Споразумом приступања Грчке Еврепској економској заједници, касније Европској унији, 28. маја 1979. године уједињене чланице (9 држава и Грчка) са заједничком декларацијом припајања примењеном у чину зближавања држава чланице су се сагласиле са законом Свете Горе која је део Грчке територије и тиме потврдиле Авато — недоступност Свете горе женама.
У оквиру светогорског светилишта светогорска пустиња је једно од ретких места у Европи где су не само споменици средњевековне културе и уметности сачувани до данас у највећем броју, већ где је и цео средњевековни живот у много чему сачуван у једном непрекидном континуитету кроз хиљаду година, још од 963. године када је ту основан први манастир. <много што-шта друго на овом простору остало је непромењено. Велелепа планина Атос у својим недрима већ хиљаду година скрива скоро исти живот, скоро исте физиономије људи, који зидају једне манастире, гасе пожаре на другима, обнављају треће...и настављају свој вечно исти живот у њима или ван њих по гудурама и пећинама ове високе планине.
Као какав музеј светогорска пустиња, чува читава поглавља историје, политичке, религиозне, уметничке и опште културне, вли не само то већ и прастаре животне аутентичности и документарности оно што чини изузетну вредност овог издвојеног краја света.
Величанствена светогорске пустиње је и лепота тог пространог и мирног пејзажа са врхом атоса (до више од пола године прекривеног белом снежном капом), морем до хоризонта и тамнозеленим обронцима чије се стене сурвавају у таласе, пејзажа тако различитог у својој монументалној једноставности од допадљивих, веселих и сликовитих предела разних европских ривијера.

### Монашке установе у светогорској пустињи
У Светогорској пустињи у погледу организације и начина живота, постоји више типова монашких установа. То су: манастири, скитови, колибе, испоснице, келије. Иапк у светогорској пустињи највише има скитова и келија. 
| Монашка установа        | Карактеристике |
| ----------------------- | --- |
| Особеножитељни манастир | У коме је заједничко пребивалиште и занимање, молитва је лична и заједничка, исхрана засебна (монаси добијају намирнице и хлеб у одређене дане и сами спремају оброке у својим келијама, и новац за одећу), а манастиром, уместо игумана, управља свештени сабор од чланова једном изабраних за цео живот. |
| Испосница               | То је место за тиховање - или у преводу са грчког исихастирион", млчаница", испосница. Мало боравиште у светогорској пустињи, у коме монах упражњава највишу и беспрекорну аскезу. Свети Сава је за ову врсту установа прописао посебан режи живота, Карејским типиком.                                    |
| Колиба                  | Мала кућица са својом малом капелом унутра за једног или два-три монаха; у њој се живи у најстрожем подвигу и израђују иконе, бројанице и предмети дубореза и уметности. |
| Келија                  | Нешто пространије монашко боравиште за три или више искушеника, које има своју унутрашњу црквицу и обрадиво земљиште. По свој прилици то је конак (стамбена зграда). |
| Скит                    | Веће келије с групом монаха; припадају одређеном манастиру; скитом управља дикеј. |

Светогорска пустиња је у саставу Света горе самоуправна заједница православних монаха која се простире на целој површини најисточнијег од три полуострва у области Халкидики на северу Данас на Светој гори поред 20 суверених манастира и монашких насеобине укључујући и оне у светогосрској пустињи нема других насеља. Манастири чине Свештену општину чије је административно седиште у варошици Кареји. Ту се састаје сабор двадесеторице представника манастира (антипросопа) и доноси одлуке гласањем. Извршни орган Свештене општине је Света епистасија на челу са протоепистатом (прот). Пет првих манастира, међу којима је и Хиландар, дају прота који се мења редом сваке године. Представник државне власти је гувернер кога именује Министарство спољних послова Грчке. Света гора је под канонском јурисдикцијом Цариградске патријаршије чија улога је ограничена на духовни надзор. Налази се на листи Светске баштине организације Унеско.

## Географске одлике
Полуострво Атос, названо по планини, чији један од њених најнеприступачнијиг делова чини област Светогорска пустиња је морфолошки различито од остала два полуострва на Халкидикију. Разлике се огледају у стрмим падинама и литицама дуж обале, у дубоко наборане терена и надморској висини која од Свете горе чини формацију у облику пирамиде висине прелази 2000 метара (2003 м). Стрме литице, у комбинацији са каменим обалама и морским струјама на јужном крају полуострва, подстакле посебно су географска карактеристика пустињског дела полуострва.

### Киматске одлике
Иако је клима на Светој гори од медитеранске ближе мору до континенатлне у средињем делу, зиме у светогорској пустињи, на већим висинама су оштре, влажне и ветровите. Њена брда, увале и долине обрасле су веома бујном вегетацијом, међу којом доминирају широколисно дрвеће (храст, кестен, бреза) и планински медитерански четинари (јела и црни бор), што такође утиче на климу овог поднебља.
На климу полуострва Атос утичу бројни фактори као што су значајан надморске висине, северно-источни ветрови који владају у региону, узлазне и силазне струје ваздуха низ планину Атос, врста вегетације и друго. Типичну медитеранску климу уочавамо само на северу и дуж обале, на 150-500 (800) метара надморске висине, у зависности од места, стрмине терена врсте стена, и просторних предела са вегетацијом. У највишим областима Атоса, на надморској висини од око 1600 м, постоји типична континентална клима са алпском вегетацијом.

### Екосистемски диверзитет Свете горе
Док су разноликости геолошких формација и врста стена, веома разнолика топографија и варијације у клими, полуострва Атос утицале на велику разноврсност биљних и животињских врста на свим нивоима, дотле је географска изолација допринела очувању древних биљних и животињских врста у светогорској пустињи, као и у читавој Светој гори. Тако се данас у овој области налази 37 ендемичних врста.
Биодиверзитет овог подручја најбоље илуструје број биљних и животињских врста (више од 1.200 биљних врста и 350 врста гљива). Вегетацију чини око 50 биљних заједница. Биљне врсте и пејзаж чине јединствни мозаик сорти ретко нађених на тако малом простору - 30.000 хектара планине Атос.
Историјски, Атос се значајно разликује од остатка Халкидикија. Док је у древна времена, друга два полуострва Халкидикија, Касандра и Ситонији, врло рано колонизоване и тако развили важне градове од којих многе подигла Атињани, на полуострву Атос постоји, захваљујући својој изолованости, само неколико малих насеља.
Због мирног мора које их окружује и природних лука, шуме Касандра и Ситонији су крћене за бродоградњу и грађевинске радове, а експлоатисани су и метали и руде, а роба се пласирала на тржиште Атини, а касније у македонским земљама. Као последица тога, велики број врста које су постојале у давним временима је угрожено или искорењено. Насупрот томе, шуме на Атосу остале су скоро нетакнуте и задржале су своје древне карактеристике у погледу разноликости врста. Тако је данас, у удаљеним подручјима.
Монашки живот, стварао је повољне услове за развој природног окружења на полуострву Атос, касније полуострву Свете горе, иако се јавио доста рано. Наиме, насељавања монасима почело је спорадично до 10. века (963 године) изградњом манастира Велике Лавре, затим систематским развојем монашког живота који је окончан свој максимун средином 15. века. Ова заједница, која је за више од 1000 година историје, прошла је кроз бројне успоне и падове, јер је нападана од стране различитих нападача, успела је да задражи свој свети, монашки дух и мање више остане нетакнута, али је у извесној мери угрозила биодиверзитет.
Екосистемски диверзитет делимично је био нарушен у доба највећег просперитета, када се на Светој гори окупило само више од 20.000 монаха. Ако се овоме додају и остали привремени становници који су тамо живели као радници, дрвосече и градитељи, Атос је био пуна живота. Ово је оставило последице по природно окружење, посебно у областима око манастира. Велики део дрвене грађе за потребе изградње и поправаку манастира и других боравишта долазио је из шуме Атос. Дрво храста и кестена било је посебно тражено, али је коришћено и дрво и јеле и црног бора, не само за изградњу већ као и огревно дрво што је утицало на биодиверитет.
Упркос неорганизованом резању, време и ограничене могућности превоза, смањили су штету и нису значајно утицали на разноврсности биљних врста. Треба имати у виду и снажну способност природног екосистема да се регенерише. Међутим екосистеми зимзелених и широколисне шума у области у којима су постоји већи манастири, бројне келије и скити значајно су измењени као последица коришћења дрвне масе као горива, или претварањем шума у пољопривредно земљиште.
Таква чиста подручја, без вегетације не чине више од 5—10% од укупне површине полуострва са око 30.000 хектара (300 km²), док остали екосистем посебно они у области светогорске пустиње остали су нетакнути. Даље, захваљујући чињеници да су врсте које чине екосистем Свете горе, осим дрвећа, углавном једноставне за подмлађивање и регенерацију, као и чињеница да они нису угрожавени испашом домаћих животиња (посебно козе), екосистем се опоравља релативно брзо. У овим условима пејзаж је остао релативно добро очуван након дугог периода година.
Екосистем је у стању да се опорави и након шумских пожара (које су овде поаледица природних појава) због способности вегетације, а посебно црног бора на регенерацију након излагања пожару, као и способности широколисног дрвећа за репродукцију.

## Приступачност и размештај верских објеката
Оно што се може сматра светогорском пустињом може се поделити на четири области: врх Атоса, североисточне падине Атоса, Акратос и саму пустињу.

### Врх Атоса
На надморској висини од 2.033 метра налази се врх планине Атос. Овај врх је од доласка првих монаха одувек био циљ ходоћашћа бројних светогорских подвижника. Испод каменитог врха Атоса, на његовим нижим косама и падинама, буја живот разноврсног биљног и животињског света, а и људи који ту бораве га чувају и оплемењују.
Симбол светогорске пустиње представља Каруља, То је стеновит и стрм обронак где на литици, као птичја гнезда висе пустињачке испоснице. Из неких од њих и данас се могу видети кошаре које су преко чекрка (каруља – чекрк) и канапа спуштене до мора. На Каруљи има десетак станишта, углавном комбинација дозиданог дела уз неку пећину, мада је често и читава келија једна пећина.
Одмах у наставку Каруље је Катунакија која има нешто више станишта, међу којима је најпознатија кућа Данијела, иконописца и по тврдњи многих познавалаца свтогорских прилика, најбољих појаца. У непосредној близини је кућа чувеног сребрара, оца Томе, као и кућа оца Герасима, великог духовника и писца схимни. Келије на Катунакији најчешће служе као последње одмориште за оне који желе да се попну на врх Атоса, а оне су уједно и прво прихватилиште уморноме путнику који силази са Атоса.
Након трочасовног пешачења од подножја стиже се до последњег монашког станишта пре успона - Керасије. Иако се састоји од девет келија, данас их настањује три до четири монаха.
Након новог пешачења од Керасије након два сата хода стиже се до црквице посвећене Богородици која се налази на 1.500 метара надморске висине. Успон даље води кроз стеновит предео са дубоким понорима, и узаним путељцима којима се стиће на сам врх.
Највећи део мале заравни на врху Атоса заузима црквица посвећена Преображењу са малим иконостасом и старим налоњем.
Попети се, а и спустити се са врх Атоса што због великог успона и конфигурације терена, што због временских прилика које су врло променљиве, није нимало једноставно, и често је прави подвиг само за искусне и физички добро припремљене особе. Због тога монаси добронамерно препоручују да се у освајање врха Атоса крене обавезно са неким искуснијим и обавезно током летњих месеци.

### Североисточне падине Атоса
Североисточне падине Атоса, на којима се смењују крш и густе шуме, већина путића потиче од дна вододерина, посутих камењем који чине пешачење напорним. Оне постају опасне у време после киша и отапања снега, јер јаке бујице тад котрљају гомиле камења „клисурицама” којима воде стазе. Тад су мале монашке насеобине - скитови - изоловане с копна. У време јаких ветрова изоловане су и са маора јер им се и са те стране не можеприћи.
На овом подручју налази се већи броја скитови и келије Велике Лавре. Предео почиње Милопотамом (који је ван земљишта које припада Лаври), а наставља се Морфином. На око пола сата хода од Морфине лежи станиште са седамнаест ненастањених келија које се назива Провата. Сматра се да је то у време постојања Амалфићанског манастира био особеножитељни скит у коме су искушеници проводили период предмонашење.
На овом подручју крајем 10. века калуђери из италијанског града Амалфија основали су манастир у коме је било пуно монаха, а као званични језик користио се латински. Око 1274. године манастир је распуштен, а тако је остало све до данас.
Од настанка првих скитова после седам векова на североисточним падинама Атоса преостало је четири келије са тек по којим монахом.

### Акратос
У подручју Акратоса налазе се најважнији скитови, келије-пећине испоснице светогорске пустиње.
| Скитови   | - Скит светог Јована Претече - Скит Кавсокаливија |
| Пећине    | - Пећина Светог Атанасија атонског - Пећина Светог Петра светогорског - Пећина Светог Акакија у Кафсокаливији - Пећина Светог великомученика Нила - Келија-пећина Светог Антонија Печерског - Пећина Светог Дионисија и ученика Митрофана - Пећина "Горње Катунакије, пећина старца Јефрема - Пећина у близини манастира Ивирон - Келија-пећина старца Стефана Каруљског - Пећина Светог Јована Кукузеља - Пећина преподобног Нифонта атонског - Пећина Светог Козме зографског - Пећине Светог Гаврила ивиронског - Пећина Светог Павла ксиропотамског - Пећина Светог Мученика Никодима атонског - Пећина Светог Мученика Давида |
| Испоснице | - Испосница (пећина) Светог Дионисија - Испосница Нила мироточивог - Испосница Светог Саве на Светој гори |

### Пустиња
Од брда Кармела на чијем врху се налази црквица посвећена светом пророку Илији, па све до скита Свете Ане протеже се суров, каменит, сунцем спржен и са јако оскудном вегетацијом предео који су монаси назвали пустињом. Зими је, међутим, клима у овој области изузетно пријатна и блага.
Иако се назива пустињом ова светогорска област, је најповољнија за монашки живот и настањена је на стотинама монаха.
На око сат хода од Кавсокаливије наилази се на прву насеобину - некадашњи скит Светог Василија. Данас ту борави само неколико монаха. У близини, према југозападу, на кршевитом обронку је скит Катунакија са својих деветнаест станишта. Неки од скитова у свом саставу имају своје црквице, од којих су две до три веома раскошно опремљене.
Монаси се баве иконописањем, дрворезом и израдом разних рукотворина, а у кући Данилеја брижљиво се негује музика.

## Продор цивилизације
Иако су многе добробити модерне цивилизације стигле и на Свету гору, оне не угрожавају Светогорску пустињу ни њену природу, нити дух који њоме влада, мир, спокој и блаженство монашких заједница и монаха. Неке су (али само) на први поглед непримерене - на пример бешумни лифтови и аутомати за кафу (додуше бесплатну) у манастиру Ватопед или видео надзор у манастиру Ксиропотам, док су друге неприметне, али добродошле и чине живот заједница лакшим и једноставнијим.
Тако је нпе. скоро цео Атос покривен сигналом мобилне телефоније (Хиландар је једно од ретких места где га нема), системи заливања су уобичајен призор у многим манастирима, разне врсте путничких, пољопривредних или грађевинских машина крстаре путевима. Овде недостају асфалтни путеви, па су најпрометнији путеви прекривени дебелим слојевима најфиније беле прашине.